# Isola di Henrietta
L'isola di Henrietta (in russo Остров Генриетты, ostrov Genrietty) è una delle isole De Long che fanno parte dell'arcipelago delle isole della Nuova Siberia. Amministrativamente fa parte del Bulunskij ulus del territorio della Repubblica autonoma russa della Sacha-Jacuzia, nel Circondario federale dell'Estremo Oriente, (Siberia orientale).

## Geografia
L'isola di Henrietta si trova nel mare della Siberia Orientale, è la più settentrionale del gruppo delle De Long ed è disabitata. È pressoché rotonda con un diametro di 6 km, ha una superficie di 12 km² e un'altitudine massima di 315 m. Per il 40% è ricoperta da ghiaccio. Il suo estremo punto settentrionale si chiama capo Melville. L'isola più vicina è Jeannette a est-nord-est.

## Storia
Henrietta, assieme a Jeannette e Bennett, è stata scoperta nel 1881 dalla sfortunata spedizione con il vascello USS Jeannette, comandato da George W. DeLong.

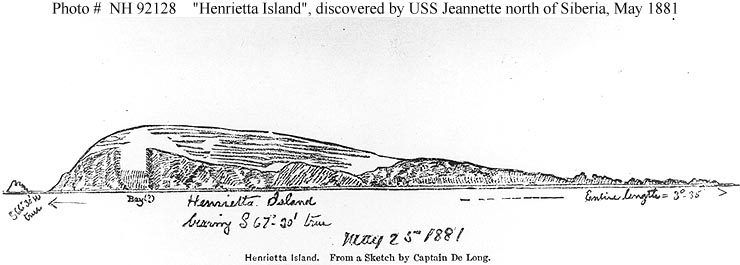
Schizzo dell'isola fatto dal cap. George DeLong il 25 maggio 1881